# Gigantorhynchus ortizi
Gigantorhynchus ortizi är en hakmaskart som beskrevs av Sarmiento 1954. Gigantorhynchus ortizi ingår i släktet Gigantorhynchus och familjen Giganthorhynchidae. Inga underarter finns listade i Catalogue of Life.